# پتر هولتسن‌باین
پتر هولتسن‌باین (آلمانی: Peter Hoeltzenbein؛ زادهٔ ۷ آوریل ۱۹۷۱) قایقران روئینگ اهل آلمان است.